# The Jungle
Jungleは、かつてパナソニックによって開発され、2010年に発表された携帯ゲーム機である。
2011年3月にパナソニックは"市場の変化によって"Jungleの中止を発表した。

## 概要
意匠は小型のラップトップに似ておりMMO用の可搬式プラットホームとして開発され、オンラインゲームで遊ぶ利用者を対象に想定していた。Jungleはパナソニックの最初の携帯ゲーム機だった。2011年の半ばに発売予定だった。ニンテンドー3DSやまだ当時は発売されていなかったPlayStation Vitaと共に第八世代ゲーム機として位置づけられていた。
1994年に発売された3DO、2001年に発売されたPanasonic Q以来のパナソニック製のゲーム機になる予定だった。

## ハードウェア

### 特徴
これらの特徴が発表された:
- D-pad
- タッチパッド
- 完全QWERTY配列のキーボード
- 3.5 mm jack
- USBとHDMI接続端子
- Linuxオペレーティングシステム（未確認）[5]
- HD720p高解像度ビデオ画面（未確認）[6]

## ソフトウェア
3種類のゲームが2010年10月に発表された。:
- Stellar Dawn
- RuneScape
- Battlestar Galactica Online